# Second Life
Second Life (deutsch: zweites Leben, abgekürzt „SL“) ist eine von Benutzern gestaltete virtuelle Welt (Metaversum), in der Menschen durch Avatare interagieren, spielen, Handel betreiben und anderweitig kommunizieren können. Die Infrastruktur wird von dem US-amerikanischen Unternehmen Linden Lab bereitgestellt. Second Life ist seit 2003 verfügbar und beruht auf Ideen des Linden-Lab-Gründers Philip Rosedale.
Die Anzahl der aktiven Nutzer erreichte 2007 mit ca. 1,7 Millionen einen Höhepunkt und ist seither rückläufig (mit Stand Anfang 2023 etwa 30.000–50.000).

## Grundlagen
Second Life wurde ab 1999 von Linden Lab in San Francisco entwickelt. Das erklärte Ziel war es, eine Welt wie das „Metaversum“ zu schaffen, das im Roman Snow Crash beschrieben wird: Eine vom Benutzer bestimmte Parallelwelt von allgemeinem Nutzen, in der Menschen interagieren, spielen, Handel betreiben und anderweitig kommunizieren können. Die erste Präsentation von Second Life fand im Sommer 2002 statt, im Herbst des Jahres begann eine Betatestphase und seit dem 24. Juni 2003 ist Second Life online.
Die Second-Life-„Welt“ existiert in einer großen Serverfarm, die von Linden Lab betrieben und allgemein als das Grid (Gitter) bezeichnet wird. Die Welt wird von der Client-Software als kontinuierliche 3D-Animation dargestellt, die ein Raumgefühl verleihen soll und in die zusätzliche Audio- und Videostreams eingebunden werden können.
Die Plattform wird über eine Client-Software bedient, welche die Daten der Welt über das Internet bezieht. Der Client stellt ihren Nutzern, die als Bewohner bezeichnet werden, Werkzeuge zur Verfügung, um ihren Avatar zu gestalten, Objekte zu erschaffen, sich in der Second-Life-Welt zu bewegen, sie durch eine erweiterte Kamerasteuerung zu betrachten und mit anderen Nutzern zu kommunizieren. Die Navigation wird durch eine interne Suchmaschine sowie die Möglichkeit Landmarken zu setzen erleichtert, über welche man sich durch die Welt teleportieren kann. Zudem bietet Linden Lab eine webbasierte Karte von Second Life an, um Landmarken auch außerhalb von Second Life darzustellen. Ein Browserclient befand sich Ende 2010 im Test, kam aber nicht über den Beta-Status hinaus.
Personen und Unternehmen können auf diese Weise miteinander in Kontakt treten und sich gegenseitig virtuelle Waren oder Dienstleistungen anbieten. Die Kommunikation erfolgt per öffentlichem oder privatem Chat. Optional kann auch mündlich über das interne Second Talk kommuniziert werden.
Second Life fungiert auch als Plattform für Interaktionen in sozialen Gruppierungen. Gleichgesinnte können Gruppen bilden und über den integrierten Instant Messenger gleichzeitig mit allen Mitgliedern der Gruppe kommunizieren. Das Programm wurde bereits für Schulungen und virtuelle universitäre Vorlesungen genutzt, auch Livekonzerte lassen sich durchführen. Die grafische Anlehnung an Computerspiele erlaubt den Teilnehmern zudem, Second Life als Online-Spiel zu nutzen und begreifen. Teilnehmer können die 3D-Welt um neue Gegenstände wie Kleidung, Accessoires und Wohnungen erweitern. Die eingebaute Skriptsprache LSL erlaubt das Entwickeln von umfassenden Skripten, mit der 3D-Objekte Aktionen ausführen, mit Avataren interagieren (etwa Verkaufsautomaten, Chatbots, Teleporter, Figuren) oder sogar zu einem gewissen Grad die Umgebung verändern. Ebenso können Waffen und interaktive Gegenstände programmiert werden, was von einigen Rollenspiel-Communities in Second-Life genutzt wird.
Durch die Einbindung einer virtuellen Währung (L$, Linden-Dollars), die in eine reale Währung (US-Dollar) umgetauscht werden kann, ist Second Life in den realen Wirtschaftskreislauf eingebunden. Alle selbst erschaffenen und die meisten anderen Objekte innerhalb von Second Life können nach freiem Ermessen gehandelt werden. Zahlreiche Unternehmen sind oder waren daher auf der Plattform vertreten. Wie im Internet allgemein, sind sexuelle Angebote sehr präsent. Die zuvor sehr häufig anzutreffenden Glücksspiele mit Wetteinsatz werden seit 25. Juli 2007 von Linden Lab offiziell nicht mehr geduldet. Es finden allerdings weiterhin Glücksspiele in geringem Umfang statt.

## Geschichte
Der Quellcode des SL-Clients ist seit dem 8. Januar 2007 unter der GNU General Public License frei verfügbar. Darauf basierend entstand eine Vielzahl alternativer SL-Clients.
Ab dem 15. November 2007 wurde ein gleichnamiges Magazin vom Runway Verlag herausgegeben.
Seit Einführung der Clientversion 3.0.0 (238864) am 18. August 2011 unterstützt das System auch Meshing zur Modellierung von Objekten. Allerdings können Mesh-Objekte nicht mit Hilfe der bereitgestellten Second-Life-Technologie erstellt werden. Die Meshes müssen mittels externer 3D-Grafiksoftware wie z. B. Blender vorgefertigt und dann als Collada-Datei kostenpflichtig hochgeladen werden. Mit Clientversion 3.7.0 (286015) wurde im Februar 2014 das Mesh um weitere Knochen erweitert, so dass nicht nur menschliche Avatare, sondern auch Tiere und Fabelwesen mit mehr oder anderen Gliedmaßen animiert werden können. Diese Bento genannte Knochentechnologie kann einzelne Finger animieren und verfügt über detailliertere Gesichtsmuskeln, was die Gestik, welche vorher nur sehr eingeschränkt war, erheblich verfeinert. Außerdem wurde eine Fitted Mesh-Technologie eingeführt. Die in Fitted Mesh erstellte Kleidung legt sich noch genauer an den Avatar an und kann der individuell anpassbaren Avatarform folgen.
Der Linden-Lab-Gründer Philip Rosedale, der das Unternehmen 2009 verlassen hatte, kehrte im Januar 2022  als strategischer Berater zurück und agiert in Second Life unter dem Pseudonym Philip Linden.

### Nutzerzahlen
Im Oktober 2006 waren in Second Life eine Million Konten registriert. Bereits acht Wochen später hatte sich die Anzahl auf zwei Millionen verdoppelt; im Januar 2011 waren ca. 21,8 Millionen Konten erreicht, 2014 gut 36 Millionen, wobei viele Nutzer mehrere – oft sehr viele – Accounts (sog. Alts) angemeldet hatten. Die Anzahl der aktiven Bewohner war weit geringer und trotz der ständig steigenden Anzahl von Accounts seit 2007 rückläufig: 1,7 Millionen Accounts April 2007; 1,3 Millionen Accounts Januar 2011 – jeweils online innerhalb von 60 Tagen. Aufgrund der weltweiten Zeitverschiebung waren unabhängig von der lokalen Tageszeit meist 35.000 bis 60.000 Personen in Second Life gleichzeitig online.
2013 besaß das System rund 36 Millionen registrierte Benutzerkonten, rund um die Uhr waren meist 30.000 bis 65.000 Nutzer gleichzeitig in das System eingeloggt. Die Zahl der aktiven Nutzer und die mediale Präsenz gingen nach dem Boom 2005 bis 2009 kontinuierlich zurück. Die Zahl der insgesamt aktiven Nutzer soll Mitte 2017 noch bei 800.000 gelegen haben.
Linden Lab gab zum 15-jährigen Jubiläum im Juni 2018 die Zahl von 57 Millionen registrierten Accounts an. Wie viele davon aktiv genutzt wurden, wurde nicht bekanntgegeben. Im Jahr 2018 verzeichnete Second Life durchschnittlich 350.000 Neuregistrierungen pro Monat aus 200 Ländern weltweit.
Anfang 2023 lag die Anwenderzahl noch bei 30.000 bis 50.000.

## Teilnahme und Kosten
Registrierung und Teilnahme sind grundsätzlich kostenlos, manche Möglichkeiten der Plattform können jedoch nur mit einem kostenpflichtigen „Premium“-Konto genutzt werden. Dazu gehört der Erwerb virtuellen Lands, welches zur Erschaffung dauerhafter Objekte wie Häuser und Landschaften benötigt wird, der Zugang zu exklusiven VIP-Instanzen sowie individueller Kundensupport. Stand Ende 2023 gab es drei Stufen privilegierter Benutzerkonten – Plus, Premium und Premium Plus – welche zwischen 5,50 und 20,75 US-Dollar pro Monat kosten. Die Kosten für die Premium-Konten beinhalten die Kosten für ein bis vier virtuelle Parzellen (zu je 512 m²) auf der offiziellen Hauptinstanz sowie ein Stipendium der In-Game-Währung. Während des Betatests wurde ein lebenslanges Abonnement für 225 US-Dollar angeboten, welches mit der Veröffentlichung von Version 1.2 in einen dauerhaft kostenlosen Anspruch auf acht Parzellen umgewandelt wurde. Bis Februar 2007 gab es zudem sogenannte „First Land“: Subventionierte Parzellen als Gegenleistung für eine Premiummitgliedschaft. Da die Landpreise jedoch signifikant stiegen und ein reger Handel um diese subventionierten Parzellen entstand, wurde ihre Vergabe am 20. Februar 2007 eingestellt.
Anstatt einzelner Parzellen können auch ganze Regionen angemietet werden, welche 65.536 m² groß sind (entspricht 128 Parzellen). Stand Ende 2023 gab es 3 Versionen von Regionen:
- Eine Full Region bietet die höchste Performance. Sie kosten 349 US-Dollar in der Einrichtung und 209 US-Dollar monatliche Miete.
- Eine Skill Gaming Region unterstützt die Ausführung von Skill Games, womit sich z. B. Funktionen wie in MMORPGs umsetzen lassen. Sie kosten 600 US-Dollar in der Einrichtung und 345 US-Dollar monatliche Miete.
- Eine Homestead Region ist günstiger als andere Regionen und bietet weniger Systemressourcen. Sie sind für Gebiete mit geringer Nutzungsintensität gedacht, insbesondere für solche mit wenig oder ganz ohne kommerzielle Aktivität. Sie kosten 149 US-Dollar in der Einrichtung, 109 US-Dollar monatliche Miete und können nur von Nutzern angemietet werden, die bereits mindestens eine Full Region mieten.

Als Bestandteil der Ökonomie in Second Life kann man ganze Regionen oder auch Teile davon auch von anderen Bewohnern mit vollen Rechten mieten: So ist es möglich eine Homestead zu erwerben, auch ohne eine Full Region zu besitzen. Zudem entfallen so die Einrichtungskosten.

### Zugang für Jugendliche
Bis zum 14. Dezember 2010 betrug das Mindestalter für die Teilnahme an Second Life 18 Jahre. Jugendliche ab 13 Jahren konnten nur separate Regionen nutzen (Teen Second Life), welche Erwachsenen nicht zugänglich waren, ausgenommen Mitarbeiter von Linden Lab sowie Lehrkräfte, die einer Sicherheitsüberprüfung unterzogen worden waren. Ab dem 15. Dezember durften Nutzer ab 16 Jahren alle Regionen betreten, die keine Inhalte wie Glücksspiel oder Pornographie enthielten. Für Nutzer zwischen 13 und 15 Jahren wurden eigene Regionen erstellt, welche von Bildungseinrichtungen betrieben wurden und in welchen weder die Suchfunktion noch der Marktplatz zugänglich waren.
Seit 2013 gibt es kein Angebot mehr für Nutzer unter 16 Jahren. Die sogenannten Skillgames sind zudem nur für Nutzer ab 19 Jahren zugänglich. Eine effektive Altersüberprüfung findet seitdem allerdings nicht mehr statt. Stattdessen verlässt Linden Lab sich auf eine Selbstauskunft der Nutzer, sodass auch Kinder unter 13 Jahren in Regionen mit Altersbeschränkungen gelangen können. Betreiber eigener Regionen können junge Nutzer nur noch indirekt ausschließen, indem sie ihre Regionen für Benutzer sperren, die keine Zahlungsinformationen hinterlegt haben.

## Das Programm als Spiel

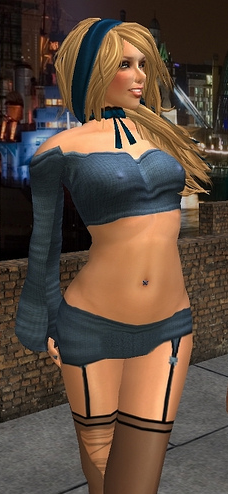
Ein weiblicher Avatar als Modell in Second Life

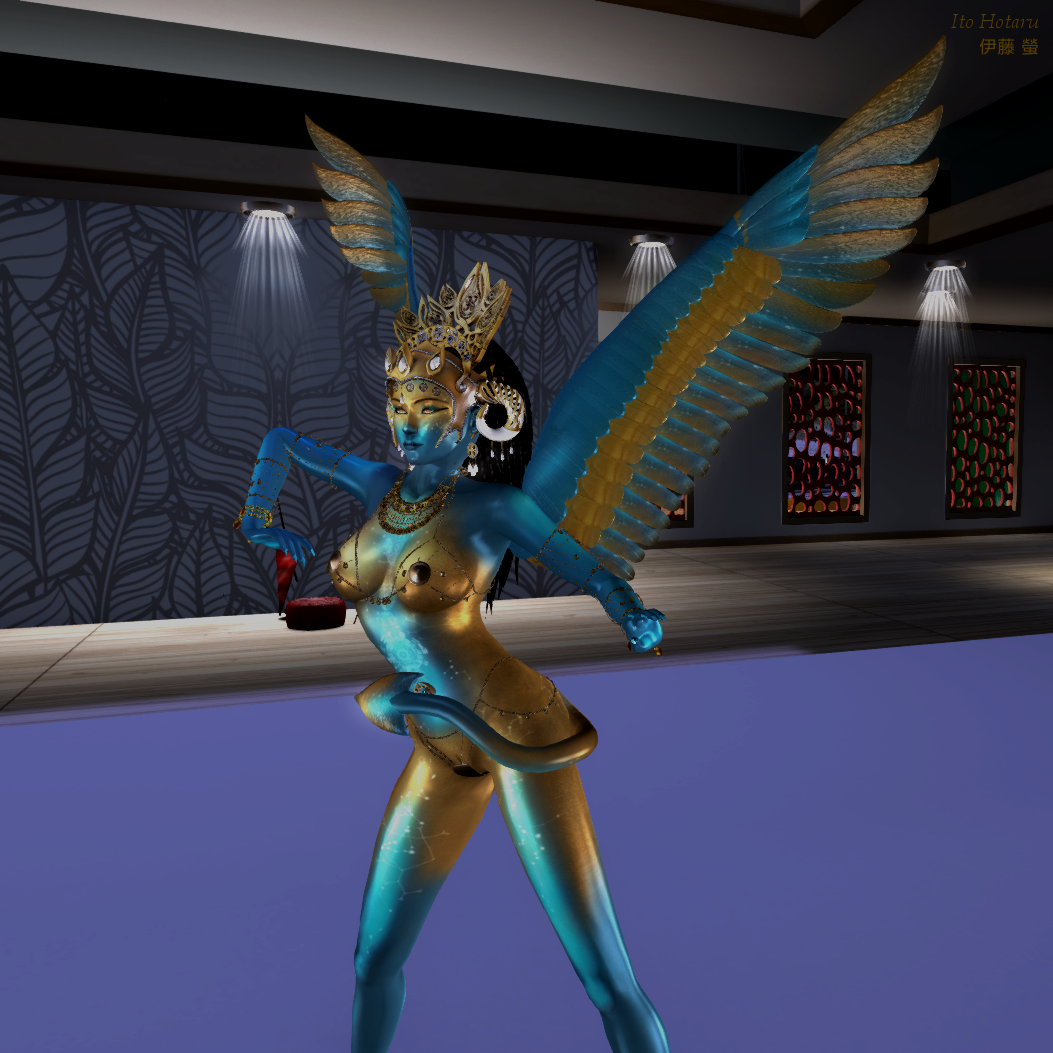
Ein Fantasie-Avatar in Second Life, kreiert unter Verwendung der Mesh- und Bento-Technologie im Oktober 2017

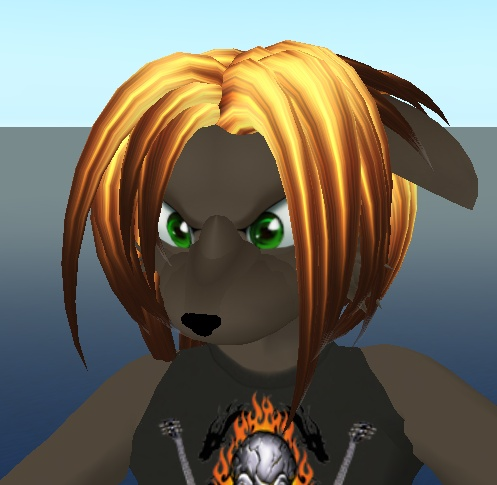
Einfacher Furry-Avatar

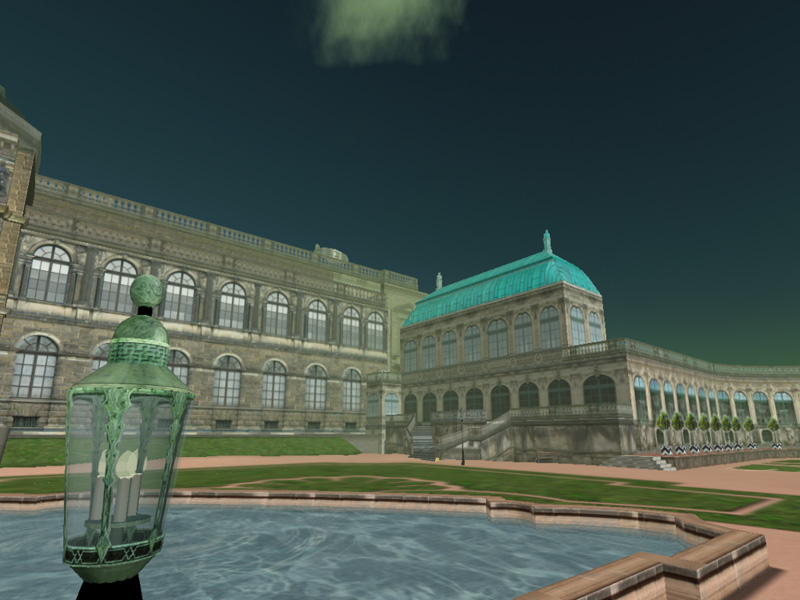
Virtueller Dresdner Zwinger mit Gemäldegalerie

Der Schwerpunkt des Programms liegt auf den sozialen Interaktionen zwischen den Teilnehmern und der Erstellung von Inhalten. Da die Avatare und die Welt, in der sie agieren, nach Belieben gestaltet werden können, haben sich innerhalb der virtuellen Welt zahlreiche thematisch gebundene Rollenspiel-Gemeinschaften gebildet, in denen nach von den Teilnehmern selbst erstellten Regeln agiert wird. Die meisten Teilnehmer treten in humanoiden Avataren auf, es gibt jedoch auch große Gruppen von Furrys, Vampiren und Gestalten aus dem Bereich der Sagen- und Drachenwelt.
Avatare lassen sich mit über 200 Parametern detailreich gestalten, was eine hohe Identifikation mit dem digitalen Abbild erleichtern soll. Zusätzlich können beliebig gestaltete Kleidungsstücke und Accessoires wie Piercings oder Ohrringe getragen werden. Auch Körperteile können über die normalen Einstellmöglichkeiten hinaus aus Objekten zusammengestellt und getragen werden. Insbesondere für Röcke, Schuhe und die Haare wird fast nur diese Option genutzt. Abweichende Bewegungsabläufe, z. B. bei der Fortbewegung auf vier Beinen, werden durch Objekte mit Scripten und Animationen realisiert, welche die standardmäßigen Animationen überschreiben.
Soziale Wertschätzung kann durch Gruppenzugehörigkeit, das Hinzufügen anderer Teilnehmer als Freunde sowie durch vorgefertigte oder selbstgestaltete Animationen wie „Hände klatschen“, „Umarmen“, „Pfeifen“ und „Ausbuhen“ ausgedrückt werden. Seitdem eine Sprachfunktion ins Programm integriert wurde gibt es ein Set von Gestikulationen, die automatisch abgespielt werden, sobald der Mensch hinter dem Avatar ins Mikrofon spricht.
Darüber hinaus gibt es Gebiete, in denen Waffen verwendet werden dürfen, wodurch diese Regionen sich wie Ego-Shooter, Third-Person-Shooter, Fantasy-Rollenspiele nutzen.
Aufgrund der vielfältigen Gestaltungs- und Animationsmöglichkeiten ist Second Life eine gern verwendete Plattform für Machinima. Auf Videoplattformen wie Vimeo oder Youtube finden sich viele in Second Life produzierte Animationsfilme, unter anderem Remakes von alten Spielfilmklassikern wie Alfred Hitchcocks „Psycho (1960)“ oder „Der schwarze Abt“  von Edgar Wallace.
Des Weiteren werden in SL verschiedene Sportarten betrieben. So werden Segelregatten mit Segelbooten in verschiedenen Bootsklassen gefahren, wobei die Scripte der Boote ein Windsystem berücksichtigen.

## Das Programm als Kommunikationsplattform

### Kultur
Als weltumspannende virtuelle 3D-Welt, die Nutzer aller Kontinente, unterschiedlicher Kulturen und Staaten der realen Welt verbindet, wird Second Life von zahlreichen Künstlern, Kulturschaffenden und Interpreten genutzt.
Das Spektrum reicht von kleinen Konzerten einzelner Singer/Songwriter über Kunstausstellungen, literarische Kolloquien, Lesungen und lyrische Workshops, bis hin zu Oper-, Ballett- und Theaterabenden sowie Konzertveranstaltungen mit professionellen Schauspielern, Musikern und Gesangskünstlern. Museen und Galerien zeigen in Second Life Kunstwerke aus verschiedenen Kulturkreisen und Epochen, aber auch explizit für Second Life geschaffene Werke. Einige Kunstschaffende nutzen dabei auch nur in virtuellen 3D-Welten mögliche Techniken.
Ein anderes Beispiel war der virtuelle Nachbau der Gemäldegalerie Alte Meister der Staatlichen Kunstsammlungen Dresden. Es war, nach eigenen Angaben, das erste virtuelle Museum seiner Art, das rund um die Uhr besucht werden konnte. Im Dezember 2011 wurde das Projekt eingestellt.

### Bildung
Im Bereich E-Learning findet Second Life als Technologieplattform Anwendung. Ein Beispiel dafür ist die seit 2009 bestehende „Virtual Learning Community Initiative“ der University of Texas at San Antonio, die im November 2023 noch immer in SecondLife zu finden war. 2009 stellte Ernst & Young der North Carolina State University 500.000 US-Dollar zur Verfügung, um Buchhaltung und Logistik in Second Life zu lehren und erforschen. Die Plattform wird außerdem erfolgreich genutzt, um medizinisches Personal und insbesondere Pflegekräfte zu schulen, ohne dafür echte Patienten zu benötigen. Auch die (vereinfachte) Physiksimulation eigne sich, um damit Lehrexperimente durchzuführen.
Darüber hinaus haben sich virtuelle Welten als geeignete Plattform zur Sprachvermittlung herauskristallisiert. Die virtuelle Umgebung ermöglicht es in den kulturellen Kontext der zu lernenden Sprache einzutauchen, indem z. B. passende Architektur, Kleidung, Musik oder Tänze vorgestellt werden. Sprachcoachs nutzen den so aufgespannten kulturellen Kontext zur anschaulichen Vermittlung der jeweiligen Sprache. Zudem können Situationen rollenspielerisch dargestellt werden.
Die Volkshochschule Goslar betreibt seit 2007 eine virtuelle Außenstelle im Second Life und bietet u. a. Einführungskurse für Lehrkräfte, Kochkurse, Segelkurse sowie Führungen durch antike ägyptische Anlagen und Hyroglyphenkurse an.

### Forschung
Im Bereich der Forschung plante das Leibniz-Institut für Wissensmedien aus Tübingen 2008 die Durchführung realer Experimente. Hier können Kosten für Experimentleiter eingespart werden, da die Experimente durch Chatbots als Wizard begleitet werden. Gleichzeitig erhofft man sich eine Steigerung der Qualität der wissenschaftlichen Ergebnisse, da eine ungewollte und unbewusste Einflussnahme des Experimentleiters auf den Probanden ausgeschlossen werden könne. Ebenso fallen keine Reisekosten für Probanden an, die an den Experimenten teilnehmen.

### Religion
Das Erzbischöfliche Seelsorgeamt Freiburg war mit der virtuellen Kirche „St. Georg“ in Second Life von 2008 bis 2010 präsent und bot hier regelmäßig stattfindende Veranstaltungen (Gebetskreise, Bibelstunden oder Diskussionsrunden) an, um gemäß eigener Aussage Chancen und Grenzen eines kirchlichen Engagements in dreidimensionalen virtuellen Welten auszuloten.

## Zahlungsmittel
Die Währung von Second Life ist der Linden-Dollar (L$). Grundsätzlich benötigt man zur Teilnahme kein Guthaben, allerdings werden sämtliche kostenpflichtigen Aktivitäten im Programm, sowohl zwischen Teilnehmenden als auch zwischen Kunden und Linden Lab, in dieser Währung abgewickelt. Figuren, die vor dem 23. Mai 2006 erzeugt wurden oder deren Teilnehmer ein Premiumkonto haben, erhalten zudem ein wöchentliches „Taschengeld“.
Um in Second Life Geld zu verdienen, kann man Objekte erstellen und diese anschließend anderen Benutzern verkaufen. Es gibt auch Jobangebote (zu nennen wären hier insbesondere DJs und Angebote im Bereich virtueller sexueller Dienstleistungen), für die man dann vom virtuellen Arbeit- oder Auftraggeber bezahlt wird. Geringe Mengen an Linden-Dollar lassen sich außerdem mit „Campen“ (dem bezahlten Verweilen an bestimmten Orten) verdienen.
Linden-Dollar können über die offizielle Plattform LindeX in reale Währungen umgetauscht werden und umgekehrt. Der Wechselkurs beträgt ungefähr 270 Linden-Dollar zu 1 US-Dollar bzw. ungefähr 345 Linden-Dollar zu 1 Euro, was durch die offiziellen Kaufpreise praktisch gesetzt ist.
Die Möglichkeit, die virtuelle Spielewährung zu echtem Geld zu machen, hat angeblich dazu geführt, dass schon einige Teilnehmer ihren „realen“ Job kündigten und ihren Lebensunterhalt in als Mitentwickler des Spiels bzw. als Händler und Dienstleister innerhalb der virtuellen Welt zu verdienen versuchten. Laut Angaben des Betreibers verdienten im September 2008 rund 1300 Nutzer mehr als 1000 US-Dollar (etwa 700 Euro) pro Monat.
Die kommerzielle Nutzung inklusive des Handels virtueller Güter auch über externe Plattformen wie eBay ist ausdrücklich erlaubt.

## Unternehmen und Politik in Second Life

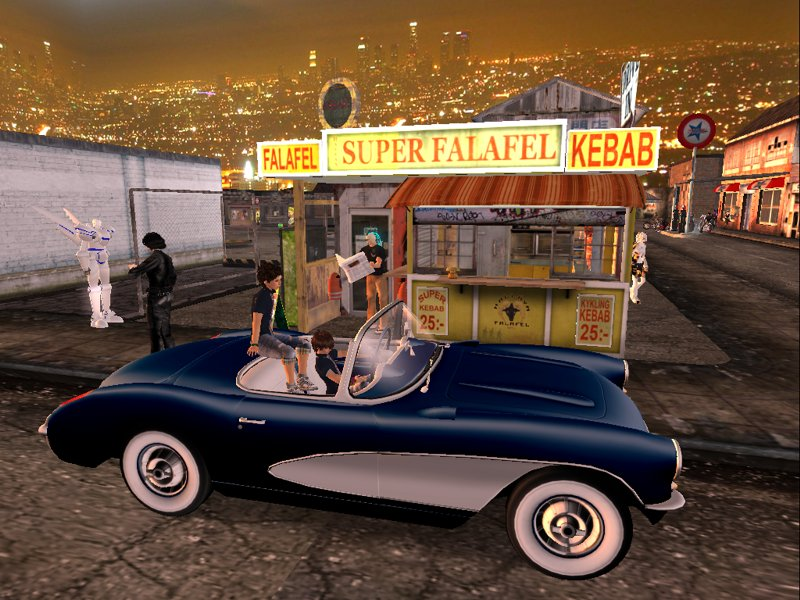
Nachbau einer Corvette in Second Life

Unternehmen nutzten Second Life anfangs vor allem für PR-Zwecke, erkannten jedoch auch die Möglichkeiten für Geschäftsanwendungen. Der Aufbau einer Repräsentanz sicherte häufig kostenlose Presseartikel. Auch wurde SL direkt für Produkttests und Produktinformationen verwendet, da dort ohne große Kosten Artikel erstellt und verbreitet werden konnten und ersichtlich wurde, ob die Produktinformationen oder das Image bei potenziellen Käufern Anklang finden würden. Unternehmen präsentierten nicht nur sich oder ihre Artikel in Second Life, sondern nutzen das System auch für virtuelle Konferenzen und Schulungen.
So hatte Adidas zum Beispiel ein virtuelles Geschäft aufgebaut, in dem man Schuhe aus der aktuellen Kollektion für seinen Avatar kaufen konnte. Auch BMW, EnBW, FriendScout24, Mercedes-Benz, Mazda, IBM, Reebok, Sony BMG Music Entertainment, der TÜV Saarland, Vodafone und andere hatten eine Niederlassung errichtet. Bis Februar 2008 war auch die Deutsche Post AG in Second Life vertreten. In der virtuellen Konzernzentrale, dem Post Tower auf Post Island, konnten Besucher eigene Postkarten erstellen. Diese wurden von der Deutschen Post weltweit als echte Grußkarten in die reale Welt verschickt.
Sony Ericsson errichtete zur CeBIT 2007 eine Region und bewarb mit einer umfangreichen Cross-World-Kampagne Endgeräte, gekoppelt mit einem Gewinnspiel. JobScout24 verfolgte ebenfalls den Cross-World-Gedanken und erweiterte die hauseigene Jobsuchmaschine jobs.de um den neuen Wohnort „Second Life“, unter dem Jobangebote speziell für Second Life offeriert werden. Per Live-Schnittstelle werden die Jobangebote zudem in die virtuelle Filiale innerhalb der 3D-Welt exportiert. Architekten nutzen das System außerdem zur Simulation von Gebäuden. American Apparel bot beim Kauf echter Produkte zeitweise kostenlos digitale Gegenstücke in Second Life an.
Die deutschsprachige Presse zeigte sich ab dem Spätjahr 2006 verstärkt interessiert an Second Life. Während Spiegel Online einen Avatar (Sponto) erstellte und in seinem Netzangebot in Form eines Tagebuchs berichtete, veröffentlichte der Axel Springer Verlag von Ende 2006 bis November 2008 eine virtuelle Boulevard-Wochenzeitung innerhalb von Second Life, den AvaStar. Dieser lag zunächst kostenlos aus, sollte dann jedoch kostenpflichtig (150 L$, ca. 0,40 Euro) werden und so das mehrköpfige Redaktionsteam finanzieren.
Neben Unternehmen sind oder waren auch verschiedene private und staatliche Organisationen und Institutionen in SL präsent. So findet oder fand man dort u. a. ein Büro von Greenpeace, eine virtuelle schwedische Botschaft sowie eine Repräsentanz des deutschen Bundeslandes Baden-Württemberg. Das State Department der USA führte, in Vorbereitung auf den 15. UN-Klimagipfel in Kopenhagen, die Veranstaltung „Virtual Worlds as Green Workplaces“ in SL durch. Second Life wurde bereits auch als Wahlkampfplattform von Parteien und Politikern genutzt: Neben der französischen rechtsextremen Front National wurden 2007 auch die Präsidentschaftskandidaten Ségolène Royal und Nicolas Sarkozy beworben.
Bereits 2008 zogen sich viele Unternehmen und Organisationen wieder aus Second Life zurück. Ein Problem war die Beschränkung auf 50 gleichzeitig anwesende Avatare an einem Ort, welche große Mengen Laufkundschaft unmöglich machte. 2010 waren die Absatz- und Besucherzahlen teilweise um 90 Prozent zurückgegangen und viele Dependancen wurden nur mit automatisierten Skripten bespielt, statt von eigenen Mitarbeitern. Zwar hatten sich dauerhafte Gemeinschaften gefestigt, trotzdem schob beispielsweise die DB die Einrichtung eines eigenen Auftritts weiter auf.
Mittlerweile sind nur noch wenige große Unternehmen und Organisationen wirtschaftlich in Second Life präsent. Es existiert jedoch weiterhin ein lebendiger Wirtschaftskreislauf, der laut Betreiber etwa 650 Millionen US-Dollar pro Jahr umsetzt. Ein großer Teil des Umsatzes entfällt auf Modeprodukte, welche ihrerseits teilweise realweltlich umgesetzt werden.  Im Gegensatz zu vielen großen Unternehmen waren mit Stand 2015 nach wie vor diverse kleine Unternehmen, z. B. Kunstgalerien, in Second Life aktiv.
Im Dezember 2013 wurde bekannt, dass laut Dokumenten von Edward Snowden der britische Geheimdienst und die NSA seit mindestens 2009 die Kommunikation der User in Second Life überwachten.

## Realistische Stadtmodelle inSecond Life

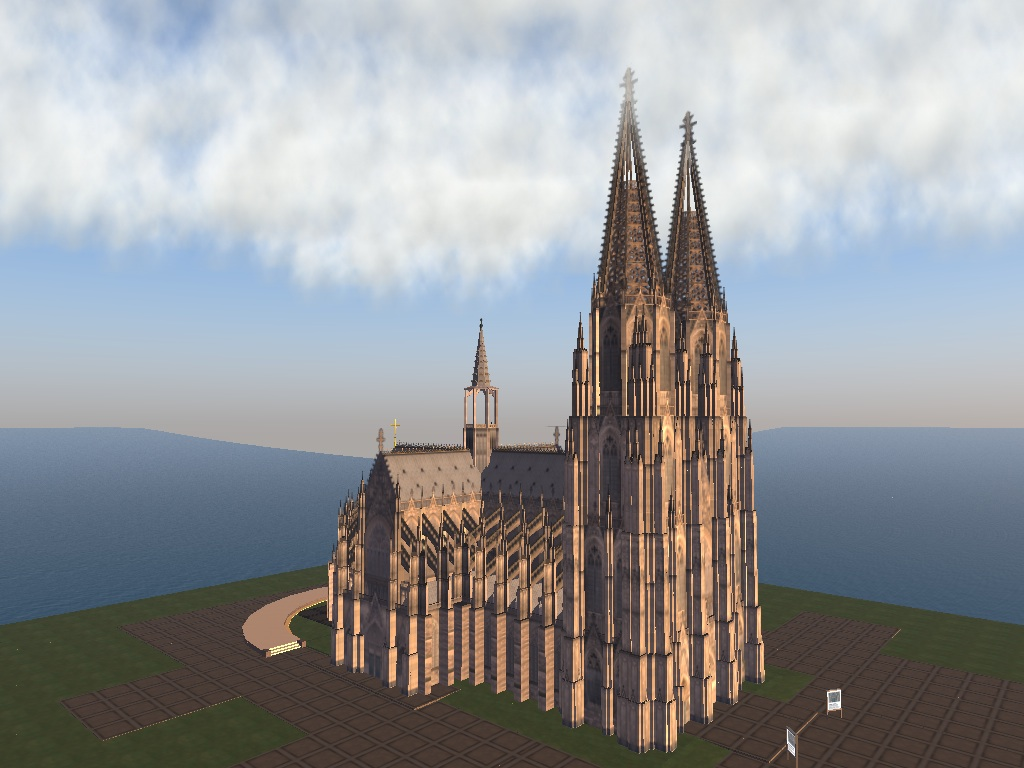
Nachbau des Kölner Doms in Second Life

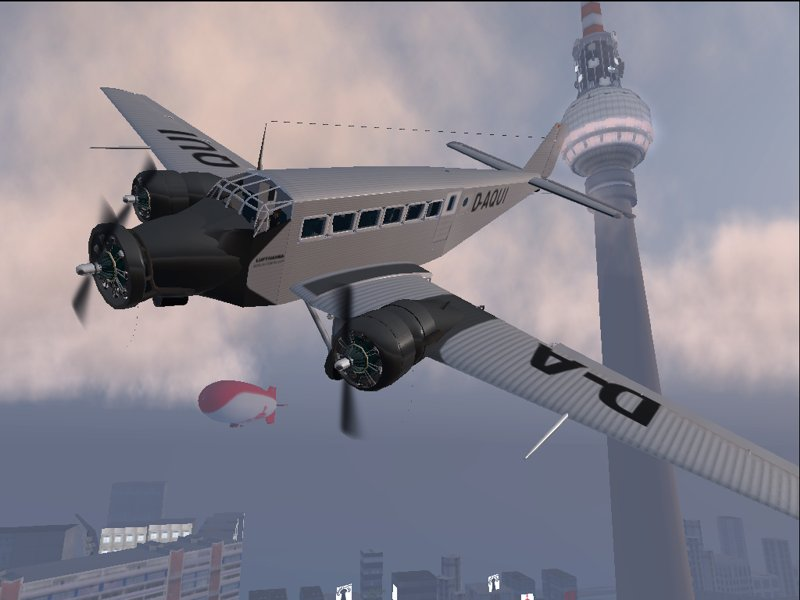
Modell einer Ju-52 fliegt am virtuellen Berliner Fernsehturm vorbei

Ein vor allem deutsches Phänomen waren Stadtmodelle. Diese 3D-Städte waren charakteristischen Teilen ihrer realen Vorbilder teilweise sehr detailliert nachempfunden. Seit 2014 wurden alle diese Projekte, meist aus Kostengründen, eingestellt.
- München (Muenchen) (Projekt eingestellt im Januar 2015)[54]
- Köln (mit Dom) (Projekt eingestellt)
- Leipzig (Markt und Altes Rathaus) (Projekt eingestellt)
- Heidelberg (Marktplatz (Heidelberg) mit Heiliggeistkirche) (Projekt eingestellt)
- Berlin (rund um den Alexanderplatz) (schrittweiser Rückbau seit 2013, danach noch eine Sim, jedoch kein Stadtmodell mehr)[55]

Vereinzelt fanden sich auch Regionen anderer deutschsprachiger Länder, wie das im österreichischen Bundesland Steiermark gelegene Aichfeld.

## Benutzergenerierte Objekte
Second Life bietet die Möglichkeit, Texturen, Audio-Dateien, 3D-Modelle, PBR-Materialien und Animationen hochzuladen und innerhalb der virtuellen Welt zu verwenden. Darüber hinaus besteht die Option, einfache geometrische Objekte, wie Würfel, Pyramiden oder Kegel zu erstellen, einzufärben und zu verformen. Die „Linden Scripting Language“ (kurz LSL) erlaubt es Objekten in Kontakt mit Benutzern, anderen Objekten und externen Anwendungen zu treten und deren Anweisungen zu verarbeiten.
Durch die Kombination dieser Elemente können zahlreiche unterschiedliche Objekte wie, z. B. Kleidungsstücke, Körperteile, Häuser und Möbel, erstellt werden. Solche Objekte können sowohl in der simulierten Welt, als auch im „Second Life Marketplace“ gekauft werden. Der Käufer ersteht dabei in der Regel entweder eine Kopie des Objekts, welche er an andere Benutzer weitergeben kann, oder eine beliebige Anzahl an Kopien, die nicht weitergegeben werden können.

### OpenSimulator als Alternative und Werkzeug
OpenSimulator ist eine serverseitige Open-Source-Software, welche vergleichbare Funktionen wie Second Life bietet. Da OpenSimulator und Second Life weitestgehend kompatibel sind, können Objekte und Skripte auf beiden Systemen genutzt werden. Schöpfer neuer Inhalte nutzen OpenSimulator unter anderem, um lokal neue Produkte herzustellen und diese nach Fertigstellung in Second Life zu importieren. 2008 arbeiteten LindenLab und IBM an einer Schnittstelle zur Verknüpfung der beiden Plattformen, die jedoch nie veröffentlicht wurde.

## Kritik
Mit wachsender Bekanntheit wurden eine Reihe von Kritikpunkten vorgebracht.

### Fehlende Haftung für Güter und Guthaben
Im Zentrum der Kritik an Second Life steht die fehlende Haftung des Systembetreibers für virtuelle Gegenstände und Geldmittel. Bei einer Pleite des Betreibers oder bei einem Serverabsturz könnten arbeitsintensiv erstellte Gestaltungselemente (Gegenstände, Texturen, Gesten usw.), erworbene Ausstattungsgegenstände oder sämtliches in SL erwirtschaftetes und noch nicht in Echtgeld getauschte Linden$ unwiederbringlich verloren sein.
Randolph Harrison zeigte Anfang 2007, dass die Ökonomie von Second Life Charakteristika eines Schneeballsystems aufweist. Da Linden Lab für den Lindendollar die Funktion einer Zentralbank wahrnimmt, müsse der Betreiber nach den finanzmathematischen Analysen Harrisons in Zukunft Lindendollar zurückkaufen, um den Wechselkurs gegenüber dem US-Dollar stabil zu halten, da die eingetauschte Geldmenge von Lindendollars pro Benutzer sinkt.
Weiter gestehen die Allgemeinen Geschäftsbedingungen des Betreibers dem Nutzer zwar ein explizites Urheberrecht an seinen virtuellen Produkten zu. Dieses kann jedoch von einem weitreichenden Recht auf Eigentum an der Software sowie dem potentiellen Ausschluss von Benutzern unterlaufen werden. Der Betreiber hat somit das letzte Verfügungsrecht über sämtliche Inhalte. Inwieweit dem Rechte der Nutzer entgegenstehen, etwa aus einem „virtuellen Eigentum“, ist Gegenstand juristischer Diskussionen.

### Technik und Grafik
Aktuell können sich theoretisch bis zu 100 User gleichzeitig in derselben Instanz aufhalten. Durch die Aufteilung einer Location in vier Sektoren, welche um den Berührungspunkt von vier aneinandergrenzenden Regionen liegen, ist es aber dennoch möglich, bis zu 400 User an einem Ort (z. B. in einer Arena) unterzubringen. Früher konnten in einer Region nur maximal 50 Personen gleichzeitig an einem Ort sein und miteinander kommunizieren: „50 Menschen weltweit, das ist in den Kategorien von Unternehmenschefs, die Werbekampagnen in den klassischen Medien für viele Millionen Kunden planen, eine Micky-Maus-Kategorie“, argumentierte 2007 die Süddeutsche Zeitung.
Sowohl die Stabilität der Software als auch die Benutzeroberfläche des Clients wurden häufig kritisiert. Nach einer früheren Aussage von Linden Labs selbst endete jede fünfte Session in einem Absturz. Darüber hinaus müssen kleinere Probleme, insbesondere mit gescripteten Attachments, oftmals durch einen Neustart des Clients (relog) behoben werden.
Zeit Online zeigt in einem Artikel vom 10. August 2007 die schlechte Energiebilanz von Second Life auf: „Geht man vom Stromverbrauch der 4.000 Second-Life-Server und von 12.500 zu jedem Zeitpunkt rund um die Uhr »lebenden« Avataren aus, dann braucht der virtuelle Mensch so viel Strom wie ein echter Durchschnittsbrasilianer.“

### Management von Linden Lab
Nicht zuletzt stand auch die Planlosigkeit des Betreibers auf der Agenda zahlreicher Kritiker. Potente Geldgeber für die Weiterentwicklung von Second Life fanden sich erst 2003, nachdem der Betreiber den Handel mit virtuellen Gütern auf der Plattform zuließ. Linden Lab selbst machte angeblich Anfang 2007 rund 70 Prozent seines Umsatzes mit dem Verkauf virtueller Landparzellen. Möglicherweise aufgrund einer sich seit 2006 hinziehenden Klage vor dem obersten US-Gerichtshof über die Verkaufspraxis virtueller Ländereien kündigte Linden Lab im Februar 2007 an, sich aus dem Landverkauf zurückzuziehen.

### Gefährdung der Nutzer
Wie bei vielen MMORPGs warnen Experten auch bei Second Life, eine übermäßige Teilnahme an dem virtuellen zweiten Leben berge die Gefahr einer Realitätsflucht. Unvorsichtige Nutzer könnten zudem durch den spielerischen Konsum vergessen, dass hinter ihren virtuellen Transaktionen in der Spielwelt reale Kosten stehen, was schlimmstenfalls zu einer Verschuldung führen könne.
Durch die optionale Angabe von Zahlungsdetails, aber auch durch ihr von Dritten nachvollziehbares Konsumverhalten, setzen sich Second-Life-Nutzer zudem Marktforschungsuntersuchungen von Unternehmen aus, die sich entweder im Spiel selbst ansiedeln oder möglicherweise Kontakte zum Entwickler des Spieles unterhalten. Zu den Geldgebern von Linden Lab zählen schließlich unter anderem Pierre Omidyar (der Gründer von eBay) sowie Jeff Bezos (der CEO von Amazon.com).
Durch Einbindung von externen Ressourcen, zum Beispiel Bilder, Musikstreams, Videos, ist es Nutzern unter bestimmten Voraussetzungen möglich, die IP-Adresse eines anderen Spielers zu ermitteln.
Teilweise werden mit „bösartigen Scripten“ Chatgespräche von Nutzern ohne deren Wissen (und damit gegen die Bestimmungen der Nutzungsbedingungen) abgehört und gespeichert.
Durch einen Fehler in dem Video-Framework QuickTime, welches zur Videodarstellung in Second Life benutzt wird, war es zeitweise möglich anderen Nutzern Lindendollar zu stehlen und ihnen damit einen realen finanziellen Schaden zuzufügen.
Am 1. August 2015 entfiel die Möglichkeit, Linden-Dollars über Drittanbieter zu erwerben. Da keines der vom Betreiber selbst angebotenen Zahlungsmittel anonym ist, ist es dem Betreiber seitdem möglich, die reale Identität jedes zahlenden Nutzers zu erfassen und zu speichern. Zahlende Nutzer können sich also nicht mehr gegen die Möglichkeit schützen, dass ihre Identität im Falle eines Datendiebstahls bekannt wird.

### Kriminalität
Second Life wurde auch als Plattform für kriminelle Aktivitäten genutzt. Das ARD-Magazin Report Mainz berichtete 2007, kinderpornographische Inhalte gefunden zu haben. Ein Nutzer aus Deutschland handelte mit entsprechenden Aufnahmen, die außerhalb von Second Life  erstellt worden waren. Die Staatsanwaltschaft Halle leitete ein Ermittlungsverfahren ein. Auch Nachstellungen von sexuellen Handlungen mit kindlichen Avataren wurden angeboten. Aufgrund von Bugs war es zudem möglich die Kontrolle über die Avatare anderer Teilnehmer zu erlangen, sodass es zu sogenannten „virtuellen Vergewaltigungen“ kam. Auf die gleiche Weise konnten Gegenstände gestohlen werden, was zusammen mit einem schneeballsystemartigen privaten Bankensystem zu einer virtuellen Finanzkrise führte. Markenfälschungen stellten ebenfalls ein großes Problem dar und schmälerten die Umsätze vieler auf der Plattform vertretener Unternehmen. Auch Geldwäsche und Ehrendelikte wie Beleidigung und Verleumdung traten gehäuft auf.
Bis 2011 waren diese Probleme bereits abgeflaut und bis 2013 hatten sich die Benutzer laut Betreiber zu Nachbarschaftswachen-ähnlichen Gemeinschaften zusammengeschlossen, um illegales Verhalten schnell zu entdecken und melden. Seit der Umtausch von Spielweltwährung in Echtgeld nur noch über Linden Labs eigene Plattform möglich ist, haben sich kriminelle Aktivitäten augenscheinlich auf ein gewöhnliches Maß reduziert.

### Jugendschutz
In die Kritik geriet auch der fehlende Jugendschutz. Als Beispiel hierfür wurde 2008 der Fall einer zu diesem Zeitpunkt 13-jährigen Schülerin angeführt, die in einem virtuellen Bordell als Prostituierte gearbeitet (also ihren Avatar dafür zur Verfügung stellte und steuerte) und dafür Linden-Dollar erhielt. Kritisiert wurde, dass es keinerlei Altersverifikation gab und auch Minderjährige, die sich als volljährig ausgeben, problemlos Zugang zu pornografischen Inhalten hatten.
Linden Lab hatte 2007 die Einführung einer Altersverifikation angekündigt, deren Einführung im Sommer 2009 begann. Auf einem am 15. Juni 2009 gestarteten, eigenen neuen Kontinent werden eindeutig sexuelle Inhalte gebündelt zusammengefasst. Die bereits bestehenden Altersklassifikationen „Parental Guidance“ (PG) und „Mature“ wurden in „General“ und „Moderate“ umbenannt und eine neue Klassifikation „Adult“ eingeführt.
Als „Adult“ gekennzeichnete Bereiche konnten nur von Nutzern betreten werden, die sich zuvor erfolgreich einer Altersverifikation (eines externen Dienstleisters) unterzogen haben. Alternativ konnten auch Zahlungsdetails hinterlegt oder US-Dollar auf ein XstreetSL-Konto eingezahlt werden. Ob das Verfahren auch den Anforderungen des deutschen Jugendschutzrechts genügte, ist fraglich, da diese Prüfung teilweise auch frei erfundene Personen akzeptierte, sofern einige Daten aus echten Ausweisdokumenten stammten.
Anfang Juli 2011 wurde die Altersverifikation mittels Ausweisdokumenten durch ein Verfahren ersetzt, bei dem ein Nutzer einer Erklärung zustimmt, dass seine angegebenen (Geburts-)Daten korrekt sind. Anschließend gilt er als altersverifiziert. Dieses Verfahren ist äußerst leicht zu umgehen. Es entspricht jedoch einer derzeit im Internet weit verbreitet anzutreffenden Alterskontrolle für den Zugriff auf Webangebote, wie sie zum Beispiel auch von vielen kostenlosen Video-Hostern mit pornografischen Inhalten genutzt wird. Dabei setzt man auf Selbstverantwortung und die, auch durch staatliche Institutionen, wie Kindergarten und Schule, vermittelte Medienkompetenz der Nutzer.
Seit Juli 2012 findet die Altersverifikation automatisch anhand der bei der Registrierung hinterlegten (Geburts-)Daten statt. Eine andere Art der Altersverifikation ist nicht mehr vorgesehen. Ein dem deutschen Recht genügendes Altersnachweissystem ist damit zweifelsfrei nicht mehr vorhanden.

## Mögliche Weiterentwicklungen der Software
Nach eigenen Angaben arbeitete Linden Lab mit Stand Mitte 2020 an einer App, um Second Life auch mobil nutzen zu können. Im Frühjahr 2023 wurden erste Bilder dazu veröffentlicht und ein Betatest bis Ende des Jahres 2023[veraltet] angekündigt.
Als Nachfolger stellte Linden Lab das Project Sansar vor, das ursprünglich Anfang bis Mitte 2017 erscheinen sollte. Mitte 2017 war es jedoch nur für 10.000 ausgesuchte Beta-Tester zugänglich. Anfang 2020 wurde Sansar aufgrund mangelnder Rentabilität an Wookey Project verkauft, und Linden Lab konzentriert sich damit wieder auf die ursprüngliche Version ohne VR.